# Montet-et-Bouxal
Montet-et-Bouxal (okzitanisch: Lo Montet e Bojal) ist eine französische Gemeinde mit 213 Einwohnern (Stand: 1. Januar 2022) im Département Lot in der Region Okzitanien (vor 2016: Midi-Pyrénées). Sie gehört zum Arrondissement Figeac und zum Kanton Lacapelle-Marival.

## Geographie
Montet-et-Bouxal liegt etwa 26 Kilometer westsüdwestlich von Aurillac und etwa 15 Kilometer nordnordwestlich von Figeac. Umgeben wird Montet-et-Bouxal von den Nachbargemeinden Saint-Médard-Nicourby im Norden und Nordwesten, Gorses im Norden und Nordosten, Saint-Cirgues im Osten, Sabadel-Latronquière im Süden und Südosten, Sainte-Colombe im Süden und Südwesten sowie Labathude im Westen.

## Bevölkerungsentwicklung
| Jahr                       | 1962 | 1968 | 1975 | 1982 | 1990 | 1999 | 2006 | 2018 |
| Einwohner                  | 256  | 270  | 217  | 201  | 194  | 208  | 207  | 215  |
| Quellen: Cassini und INSEE |      |      |      |      |      |      |      |      |